# For You (Casey Donovan)
For You è il primo album in studio della cantante australiana Casey Donovan, pubblicato il 13 dicembre 2004.
Dall'album sono stati estratti i singoli Listen with Your Heart, che ha raggiungto la prima posizione in Australia, What's Going On, che ha raggiunto la diciottesima posizione, e Flow.

## Tracce
1. Listen with Your Heart – 4:02 (Diane Warren)
2. What's Going On – 3:54 (Erik Nova, Jessica Origliasso, Lisa Origliasso, Ulric Johansson)
3. Flow – 4:12 (Halima Fraval, Jimmy Harry)
4. How Could I Fall (for That) – 3:33 (Pär Åström, Anders Bagge, Robbie Nevil, Christian Svensson)
5. Shine – 4:29 (Peter Gordeno, Lindy Robbins, Reed Verelney)
6. Better to Love – 3:57 (Phil Buckle, Richard Gonçalves, Carmen Smith)
7. Something Beautiful – 4:06 (James Hogarth, Dawn Joseph)
8. You Believed – 3:27 (Adrian Hannan, Barbara Hannan)
9. Till I Found You – 3:56 (Richard Gonçalves, Audius Mtawarira, Carmen Smith)
10. For You – 4:19 (Casey Donovan, Byron Jones, David Leslie, Adam Reily)
11. Symphony of Life – 3:19 (Tina Arena, Peter-John Vettese)

## Classifiche

### Classifiche Settimanali
| Classifica (2004) | Posizione massima |
| ----------------- | ----------------- |
| Australia         | 2                 |

### Classifiche di fine anno
| Classifica (2004) | Posizione |
| ----------------- | --------- |
| Australia         | 94        |
| Classifica (2005) | Posizione |
| Australia         | 78        |